# 色移り
色移り（いろうつり）とは、衣類の色が他の衣類や家具に移る現象である。

## 概要
ブルージーンズと白シャツを共に着用した後に白シャツにジーンズの青色が移ることや、洗濯によって色移りする事をいう。また椅子やソファに衣類の色が色移りする事もある。
漂白剤の使用が対処法として挙げられ、漂白剤には「酸化漂白剤」である塩素系漂白剤・酸素系漂白剤と、「還元漂白剤」が存在する。
| 種類       | 系別   | 詳細 |
| ---------- | ------ | --- |
| 酸化漂白剤 | 塩素系 | 漂白力・洗浄力が高いが色落ちしやすく、繊維の染料まで脱色してしまう危険性があるため、色物以外の白い衣類などに向いており、色柄物の繊維製品には不向き。                                                                                               |
| 酸化漂白剤 | 酸素系 | 塩素系漂白剤に比べて漂白力が低いため、色柄物の衣類にも使用することが可能である。 |
| 還元漂白剤 | 還元系 | クリーニング店などで業務用漂白剤として使用される「ハイドロサルファイト」や市販の還元型漂白剤の主成分として利用される「二酸化チオ尿素」が含まれており、汚れの分解力は低いが、酸化作用による劣化（繊維の基質の黄ばみ等）を回復することが可能である。 |

代表的な漂白剤は塩素系のハイターや酸素系のオキシクリーンが挙げられる。キッチン用は漂白力が強すぎるため、衣類には衣類用を使うことが最適である。
そのまま洗濯機で使用する事も可能であるが、バケツにお湯を入れて30分程度浸け置きにする方が効果が高いとされている。

家具に色移りした場合はバケツにそれぞれの漂白剤の分量目安のお湯を入れて、雑巾で絞って拭き取る。